# Meinrad Amann

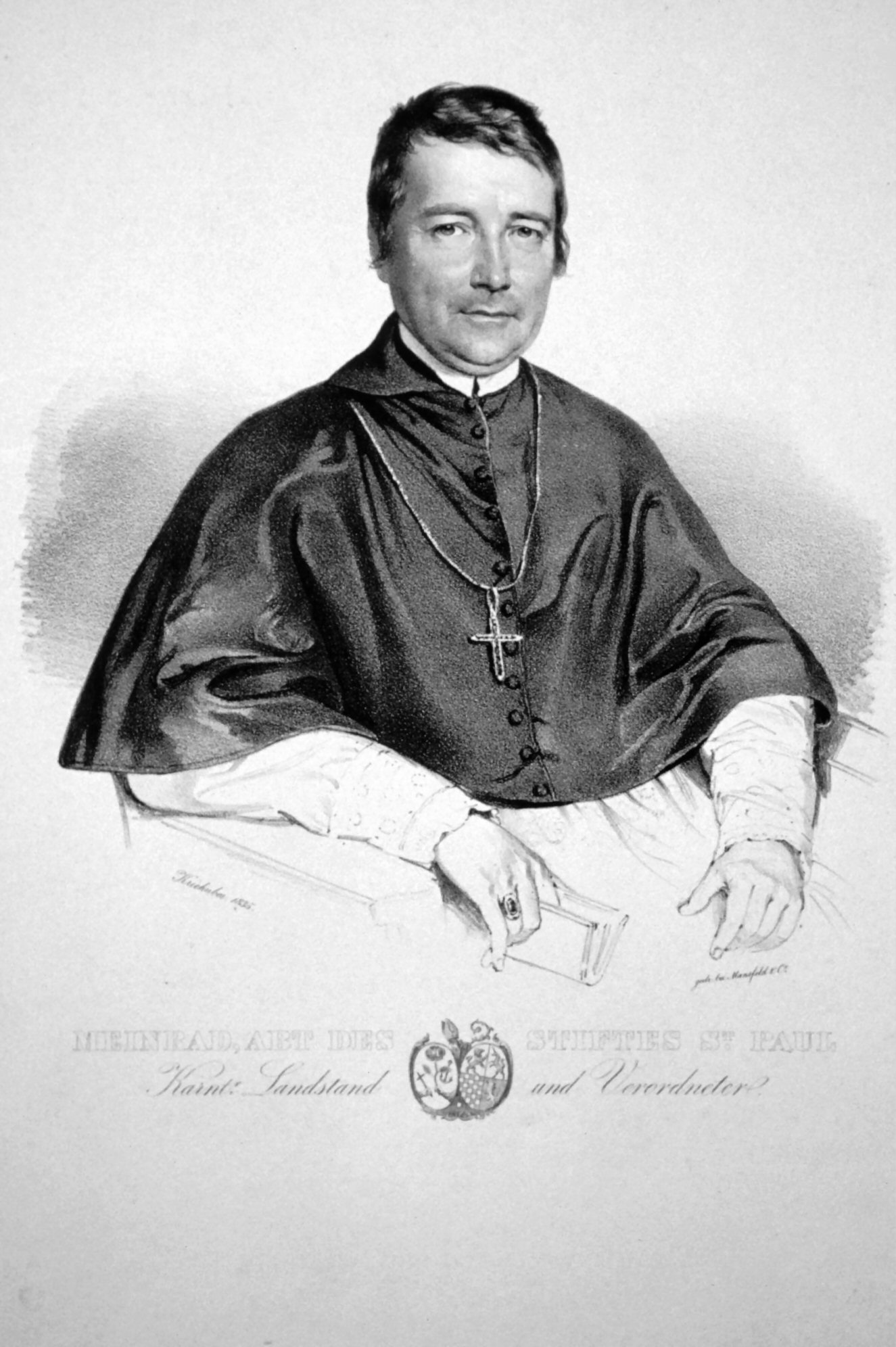
Meinrad Amann, Lithographie von Josef Kriehuber, 1835

Meinrad Amann, Taufname Fidelis Amann, (* 9. April 1785 in Hoßkirch; † 19. Dezember 1839 in St. Paul im Lavanttal) war ein österreichischer Geistlicher und von 1826 bis 1839 Abt des Stifts St. Paul im Lavanttal in Kärnten.

## Leben
Meinrad Amann wurde in Hoßkirch bei Ravensburg geboren. Er trat 1803 in das Benediktinerkloster St. Blasien ein und studierte Theologie. Er wurde am 27. Mai 1809 in St. Paul zum Priester geweiht. Seine Studien vervollständigte er dann in Wien um im Lyzeum in Klagenfurt als Professor für Theologie wirken zu können. Obwohl es auch Auseinandersetzungen mit seinem Amtsvorgänger Berthold Rottler gegeben hatte, wurde er nach diesem zum zweiten Abt der neugegründeten Abtei erwählt. Im Dezember 1839 verstarb er im Alter von 54 Jahren in St. Paul im Lavanttal.